# Campionati del mondo di ciclismo su pista juniors 2018
I Campionati del mondo di ciclismo su pista juniors 2018 sono stati disputati ad Aigle, in Svizzera, tra il 15 e il 19 agosto 2018.

## Medagliere
| Pos.   | Nazione       | Oro | Argento | Bronzo | Totale |
| ------ | ------------- | --- | ------- | ------ | ------ |
| 1      | Germania      | 4   | 0       | 3      | 7      |
| 2      | Italia        | 4   | 0       | 0      | 4      |
| 3      | Australia     | 3   | 2       | 4      | 9      |
| 4      | Francia       | 3   | 1       | 1      | 5      |
| 5      | Corea del Sud | 2   | 0       | 0      | 2      |
| 6      | Polonia       | 1   | 5       | 3      | 9      |
| 6      | Russia        | 1   | 5       | 3      | 9      |
| 8      | Rep. Ceca     | 1   | 1       | 1      | 3      |
| 9      | Nuova Zelanda | 1   | 1       | 0      | 2      |
| 10     | Cina          | 0   | 2       | 0      | 2      |
| 11     | Danimarca     | 0   | 1       | 2      | 3      |
| 12     | Gran Bretagna | 0   | 1       | 1      | 2      |
| 13     | India         | 0   | 1       | 0      | 1      |
| 14     | Belgio        | 0   | 0       | 1      | 1      |
| 14     | Kazakistan    | 0   | 0       | 1      | 1      |
| Totale | Totale        | 20  | 20      | 20     | 60     |

## Risultati
| Eventi                   | Oro                                                                                    | Tempo    | Argento                                                                          | Tempo    | Bronzo                                                                                   | Tempo    |
| Uomini                   |                                                                                        |          |                                                                                  |          |                                                                                          |          |
| Chilometro               | Thomas Cornish Australia                                                               | 1'00"979 | Jakub Šťastný Rep. Ceca                                                          | 1'01"830 | Anton Höhne Germania                                                                     | 1'02"358 |
| Keirin                   | Jakub Šťastný Rep. Ceca                                                                |          | Esow Esow India                                                                  |          | Andrey Chugay Kazakistan                                                                 |          |
| Velocità                 | Cezary Łączkowski Polonia                                                              |          | Thomas Cornish Australia                                                         |          | Jakub Šťastný Rep. Ceca                                                                  |          |
| Velocità a squadre       | Francia Florian Grengbo Vincent Yon Titouan Renvoisé                                   | 36"726   | Polonia Oskar Filipczak Bartosz Kucharski Cezary Łączkowski                      | 37"151   | Russia Daniil Komkov Ivan Gladyšev Danila Burlakov Michail Smagin                        | 36"379   |
| Inseguimento individuale | Lev Gonov Russia                                                                       | 3'13"400 | Ethan Vernon Gran Bretagna                                                       | 3'14"067 | Gleb Syrica Russia                                                                       | 3'15"251 |
| Inseguimento a squadre   | Nuova Zelanda Corbin Strong George Jackson Finn Fisher-Black Bailey O'Donnell          | 4'01"685 | Francia Donavan Grondin Nicolas Hamon Florian Pardon Kévin Vauquelin Louis Brule | 4'05"058 | Australia Blake Quick Luke Plapp Matthew Rice Luke Wight                                 | 4'05"731 |
| Americana                | Australia Blake Quick Luke Plapp                                                       | 47 pt    | Russia Lev Gonov Gleb Syrica                                                     | 38 pt    | Danimarca Oliver Wulff Frederiksen Matias Malmberg                                       | 27 pt    |
| Corsa a punti            | Luke Plapp Australia                                                                   | 70 pt    | Filip Prokopyszyn Polonia                                                        | 60 pt    | Robin Juel Skivild Danimarca                                                             | 44 pt    |
| Scratch                  | Park Joo-young Corea del Sud                                                           |          | Filip Prokopyszyn Polonia                                                        |          | Samuel Thibaud Francia                                                                   |          |
| Omnium                   | Donavan Grondin Francia                                                                | 115 pt   | Frederik Wandahl Danimarca                                                       | 111 pt   | Blake Quick Australia                                                                    | 106 pt   |
| Donne                    |                                                                                        |          |                                                                                  |          |                                                                                          |          |
| 500 metri                | Lea Friedrich Germania                                                                 | 34"035   | Jana Tyščenko Russia                                                             | 34"645   | Alessa Pröpster Germania                                                                 | 35"123   |
| Keirin                   | Lea Friedrich Germania                                                                 |          | Nikola Sibiak Polonia                                                            |          | Jana Tyščenko Russia                                                                     |          |
| Velocità                 | Lea Friedrich Germania                                                                 |          | Hu Jiafang Cina                                                                  |          | Nikola Sibiak Polonia                                                                    |          |
| Velocità a squadre       | Germania Lea Friedrich Alessa Pröpster Emma Götz                                       | 28"026   | Cina Lei Min Hu Jiafang                                                          | 28"342   | Polonia Nikola Seremak Nikola Sibiak                                                     | 28"197   |
| Inseguimento individuale | Vittoria Guazzini Italia                                                               | 2'22"053 | Dar'ja Malkova Russia                                                            | OVL      | Sophie Edwards Australia                                                                 | 2'22"444 |
| Inseguimento a squadre   | Italia Giorgia Catarzi Sofia Collinelli Silvia Zanardi Vittoria Guazzini Gloria Scarsi | 4'28"398 | Nuova Zelanda Ally Wollaston Sami Donnelly Annamarie Lipp McKenzie Milnen        | ovl      | Gran Bretagna Ellie Russell Ella Barnwell Pfeiffer Georgi Elynor Bäckstedt Anna Docherty | 4'32"636 |
| Corsa a punti            | Silvia Zanardi Italia                                                                  |          | Sarah Gigante Australia                                                          |          | Shari Bossuyt Belgio                                                                     |          |
| Scratch                  | Shin Ji-eun Corea del Sud                                                              |          | Marta Jaskulska Polonia                                                          |          | Katharina Hechler Germania                                                               |          |
| Americana                | Francia Victoire Berteau Marie Le Net                                                  | 70 pt    | Russia Dar'ja Malkova Marija Miljaeva                                            | 46 pt    | Australia Alexandra Martin-Wallace Alice Culling                                         | 38 pt    |
| Omnium                   | Vittoria Guazzini Italia                                                               | 142 pt   | Dar'ja Malkova Russia                                                            | 124 pt   | Marta Jaskulska Polonia                                                                  | 117 pt   |

I corridori in corsivo hanno gareggiato solo nelle fasi precedenti alla finale.